# Горбачёв, Николай Маркович
Николай Маркович Горбачёв (15 мая 1922 — 10 февраля 1990) — разведчик взвода пешей разведки 732-го стрелкового полка 235-й Витебской Краснознаменной стрелковой дивизии 43-й армии 1-го Прибалтийского фронта, младший сержант — на момент представления к награждению орденом Славы 1-й степени.

## Биография
Родился 15 мая 1922 года в селе Алексеевское (ныне — Мошково, районный центр Новосибирской области). Работал в колхозе, на элеваторе «Заготзерно».
В 1941 году был призван в Красную Армию. С декабря того же года участвовал в боях с немецко-вражескими захватчиками на Северо-Западном фронте, бил врага под Демьянском. В августе 1942 года пулемётчик Горбачёв был ранен, после выздоровления вернулся в свой полк.
В октябре 1942 года в бою в районе реки Ловать был выведен из строя расчет 76-мм орудия, сопровождавшего батальон в наступлении. Остался только один наводчик. Горбачёв с напарником заменили погибших артиллеристов, метким огнём накрыли вражеский пулемёт и поддержали атаку пехоты. Через несколько дней Горбачёв был переведен в полковой разведывательный взвод.
Пройдя подготовку, вскоре был включен в разведгруппу, уходящую в тыл противника. В первом же поиске красноармеец Горбачёв в составе группы захвата участвовал в пленении ценного «языка» и был награждён медалью «За отвагу». В полковой разведке Горбачёв прошел до конца войны. Участвовал в освобождении Белоруссии и Прибалтики, громил врага в Восточной Пруссии.
23 июня 1944 года красноармеец Горбачёв действовал в составе разведгруппы в районе четырнадцати с половиной километров юго-западнее города Городок Витебской области Белоруссии. Он обнаружил засаду противников, вступил в бой и уничтожил огнём из автомата 8 врагов а 2 взял в плен. Приказом от 23 июля 1944 года красноармеец Горбачёв Николай Маркович награждён орденом Славы 3-й степени.
18 октября 1944 года в районе населенного пункта Дайтциг-Никлау, находясь в группе разведчиков, ворвался в траншею гранатами уничтожил вражескую огневую точку с расчетом и захватил «языка». Приказом от 2 ноября 1944 года красноармеец Горбачёв Николай Маркович награждён орденом Славы 2-й степени.
При наступлении в Восточной Пруссии 20-25 января 1945 года младший сержант Горбачёв постоянно находился впереди боевых порядков стрелковых подразделений, разведывал отдельные точки и расположение живой силы противника, своевременно доставлял разведданные в штаб полка. За 6 дней боев лично уничтожил 7 противников и 8 взял в плен.
Указом Президиума Верховного Совета СССР от 24 марта 1945 года за исключительное мужество, отвагу и бесстрашие, проявленные в боях с вражескими захватчиками младший сержант Горбачёв Николай Маркович награждён орденом Славы 1-й степени, став полным кавалером ордена Славы.
Награду получил в Кремле из рук М. И. Калинина. В апреле вернулся в полк, принимал участие в штурме Кенигсберга. После разгрома вражеской Германии дивизия была переброшена на Дальний Восток. Старшина Горбачёв закончил войну в Северном Китае.
В 1945 году старшина Горбачёв Н. М. был демобилизован. Вернулся на родину. Жил в городе Искитим Новосибирской области. Работал плотником в горторге. Скончался 10 февраля 1990 года. Похоронен в Искитиме.
Награждён орденами Отечественной войны 1-й степени, Красной Звезды, Славы 3-х степеней, медалями.
В городе Искитим в Аллее Славы установлен бюст полного кавалера ордена Славы Н. М. Горбачёва.